# Quercus acutifolia
Quercus acutifolia är en bokväxtart som beskrevs av Luis Née. Quercus acutifolia ingår i släktet ekar och familjen bokväxter. Inga underarter finns listade.
Denna ek blir vanligen 10 till 40 meter hög och stammen har i brösthöjd en diameter av 15 till 100 cm. Inbuktningarna vid bladens kanter är hos denna art otydliga.
Arten förekommer i Centralamerika från östra och centrala Mexiko till Honduras. Den växer i bergstrakter mellan 1000 och 2500 meter över havet. Quercus acutifolia är lövfällande vad som kan ske sent under året. Trädet ingår i blandskogar eller lövskogar som ofta domineras av ekar och tallar. Andra träd som ingår tillhör ofta boksläktet, magnoliasläktet eller släktet Podocarpus. Denna ek hittas på grund av vulkaniskt ursprung, på kalksten och på lera.
För artens trä förekommer flera olika användningsområden, även som bränsle eller träkol.
Trädet frön kan inte utveckla sig vid översvämningar efter längre tider med torka. IUCN befarar att dessa väderförhållanden ökar vid klimatförändringar. Beståndet hotas dessutom av intensivt skogsbruk samt av skogens omvandling till jordbruks- och betesmark. Uppskattningsvis minskar hela populationen med 30 procent under de kommande 100 åren. Quercus acutifolia listas därför som sårbar (VU).